# Janauli járás
A Janauli járás (oroszul Янаульский район, baskír nyelven Яңауыл районы) Oroszország egyik járása Baskíriában.

## Népesség
- 1970-ben 62 139 lakosa volt, melyből 25 781 baskír (41,5%), 14 052 tatár (22,6%).
- 1989-ben 48 572 lakosa volt, melyből 17 611 baskír (36,3%), 14199 tatár (29,2%).
- 2002-ben 22 861 lakosa volt, melyből 11 305 baskír (49,45%), 4754 udmurt, 3043 tatár (13,31%), 2367 mari, 1197 orosz (5,24%),
- 2010-ben 21 210 lakosa volt, melyből 10 231 baskír (48,3%), 4 360 udmurt (20,6%), 2 916 tatár (13,8%), 2 275 mari (10,7%), 1 198 orosz (5,7%), 17 ukrán, 12 csuvas, 3 fehérorosz, 2 mordvin.

| Lakosok száma | 66 200 | 63 551 | 48 572 | 27 457 | 48 134 | 47 343 | 46 318 | 45 354 | 44 360 | 43 593 |
|               | 1939   | 1970   | 1989   | 2008   | 2010   | 2012   | 2014   | 2016   | 2018   | 2021   |

## A járáshoz tartozó települések
Az udmurt többségű települések megjelölése: **
A mari többségű települések megjelölése: ***
- Janaul, a járás székhelye
- Ajbuljak
- Akilbaj
- Andrejevka
- Andrejevka
- Arljan **
- Aszavgyibas
- Atlegacs ***
- Ahtijal
- Badrjas
- Badrjas-Aktau
- Bajguzino
- Bajszarovo
- Banibas **
- Barabanovka **
- Bugyja Varjas **
- Bulat-Jelga
- Varjas
- Varjasbas
- Verhnyij Csat
- Verhnyaja Barabanovka **
- Votszkaja Osja **
- Votszkaja Urada **
- Vojagy
- Gudburovo
- Karmanovo
- Zajcevo
- Zirka
- Igrovka
- Izsboldino
- Irdugan ***
- Iszanbajevo
- Isztyak
- Iszhak
- Itkinejevo
- Kajmasa **
- Kajmasabas **
- Karman-Aktau
- Karmanovo
- Kiszak-Kain
- Kicsikir
- Konigovo **
- Kosztino
- Kumalak
- Kumovo
- Kus-Imjan
- Kizil-Jar
- Makszimovo
- Meszjagutovo
- Mozsga **
- Nanyagy **
- Nyizsnyij Csat
- Nyikolszk **
- Novaja Kirga **
- Novaja Orja ***
- Novokudasevo
- Novotroick ***
- Novij Aldar
- Novij Artaul
- Novij Varjas **
- Novij Kujuk
- Novij Szuszagyibas ***
- Nokrat **
- Norkanovo **
- Orlovka
- Osja-Tau
- Petrovka
- Progressz
- Rabak ***
- Szabancsi
- Szalihovo
- Szandugacs
- Szibagy
- Sztaraja Orja ***
- Sztarokudasevo
- Sztarij Aldar
- Sztarij Artaul
- Sztarij Varjas **
- Sztarij Kujuk
- Sztarij Szuszagyibas ***
- Szultyevo
- Szuszagy-Jebalak ***
- Tartar
- Tatarkino
- Tatarszkaja Urada
- Tau
- Tas-Jelga
- Turtyik
- Urakajevo
- Ural
- Csangakul
- Cseraul
- Csetirman
- Csulpan
- Smelkovka
- Sudek **
- Sudimari ***
- Jugamas
- Jusszukovo
- Jamagy
- Jambajevo ***
- Jamjagy
- Janbarisz
- Janguz-Narat